# Archéparchie d'Alep des Arméniens
L'archéparchie d'Alep des Arméniens (en latin : Archieparchia Aleppensis Armenorum) est une archéparchie de l'Église catholique de rite arménien en Syrie, immédiatement soumise au patriarcat de Cilicie des Arméniens. En 2015, 10 000 personnes y ont été baptisées.

## Histoire
En 1710, le patriarche catholicos cilicien de l'Église apostolique arménienne, Goughas de Sis, a érigé l'archéparchie d'Alep en tant qu'unité administrative de l'Église apostolique arménienne et y a nommé l'évêque Abraham Ardziwian, après l'avoir consacré évêque. Ce dernier se convertit à la foi catholique, devenant ainsi le premier évêque catholique d'Alep.
En tant que partisan déclaré de l'union avec Rome, Abraham Ardziwian a ensuite été emprisonné par les autorités turques. Il a été libéré en 1721, avec interdiction de séjour à Alep. Il passa les dix-sept années suivantes à Kreim (actuellement dans le district de Kesrouan au Liban).
Quand les catholiques arméniens ont reçu l'autorisation de construire une église à Alep, Mgr Abraham Ardziwian a pu retourner à Alep. Il a décidé d'y fonder un patriarcat catholique séparé du patriarcat orthodoxe de l'Église apostolique arménienne, en consacrant deux nouveaux évêques avec l'aide de prêtres catholiques grecs. À leur tour, ils l'ont élu patriarche catholicos de Cilicie en 1740.
Mgr Abraham Ardziwian se rendit ensuite à Rome où, en 1742, il reçut de la part du pape Benoît XIV la confirmation de son élection et le pallium. Ces événements ont permis l'érection du patriarcat de Cilicie et de l'éparchie catholique d'Alep.
Le 3 février 1899, le bref Quae catholico nomini du pape Léon XIII a élevé l'éparchie d'Alep à la dignité d'archéparchie.
Depuis 1992, l'archéparque d'Alep dirige l'éparchie de Qamichli (pl) en tant qu'administrateur apostolique sede vacante et ad nutum Sanctae Sedis.
Le 9 janvier 2015, pendant la bataille d'Alep de la guerre civile syrienne, la cathédrale Notre-Dame-de-Pitié d'Alep est frappée par un tir de mortier en dehors des heures de service, ne faisant aucun mort ; l'attentat n'est pas revendiqué, certains l’attribuant aux rebelles du Front islamique.

## Caractéristique

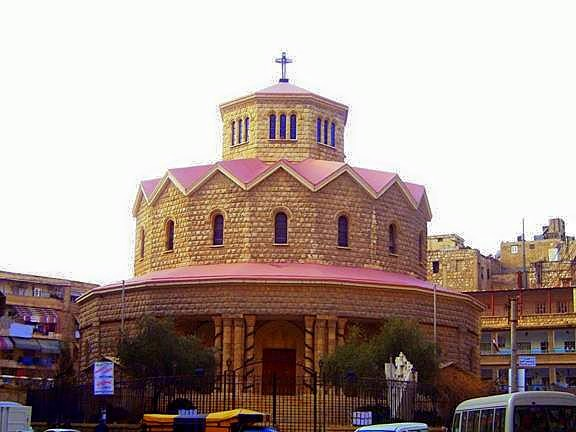
L'église catholique arménienne de la Sainte Trinité à Alep en juin 2011.

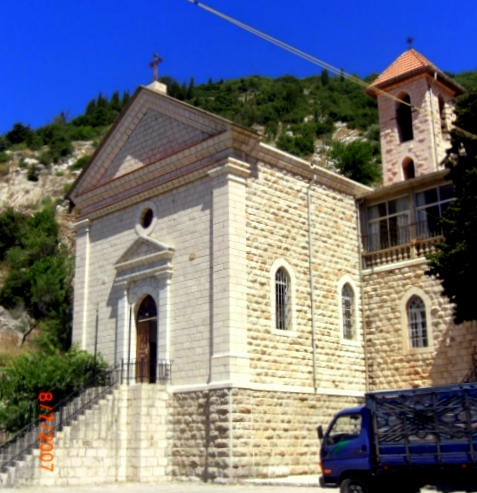
L'église catholique arménienne de Saint-Michel Archange à Kessab en 2007.

L'archéparchie étend sa juridiction sur la plupart des fidèles arméniens catholiques syriens. Elle est située dans le nord-ouest de la Syrie et le siège de l'archiprêtre est la ville d'Alep, où se trouve la cathédrale Notre-Dame-de-Pitié, inaugurée en 1840  et également connue sous le nom de Sainte-Rita.
Le territoire de l'archéparchie d'Alep est divisé en six paroisses, dont cinq à Alep et une à Ar-Rakka. Dans l'archidiocèse, il y a douze églises catholiques arméniennes, principalement à Alep, mais également une église à Ar-Rakka et une à Baghjaghaz (district de la ville de Kassab, dans le mouhafaz de Lattaquié).

## Ordinaires

### Évêque
1. Mgr Abraham Ardziwian † (1710 - 1742);
2. Mgr Hagop Howsepian † (1742 - 1749); puis patriarche de Cilicie - il a administré l'éparchie jusqu'à sa mort en 1753 [3];
3. L'évêque Mikael Kasparian (1753); dans la même année, il a été élu patriarche de Cilicie;
  - sede vacante (1753-1780) - l'éparchie était administrée par les vicaires du patriarche [3];
4. Mgr Kapriel Ghadroul-Avkadian † (1780 - 17 novembre 1810);
  - sede vacante (1810-1823);
5. Mgr Kapriel Khoudeyd † (10 janvier 1823 - 1823);
6. bp Abraham Kupelian † (20 juillet 1823 - 15 juillet 1832 décédé);
7. Mgr Parsegh Ayvazian † (4 février 1838 - 2 janvier 1860 décédé);
8. Mgr Krikor Balitian † (2 février 1861 - 26 décembre 1897 décédé);

### Archevêque
1. Mgr Avedis Turkian † (2 mars 1899 - 20 août 1900 décédé); le premier archevêque de rite arménien [3], précédemment évêque de Maraş [4];
2. Mgr Okosdinos Sayeghian † (6 juillet 1902 - 1er octobre 1926 décédé);
3. Mgr Kevork Kortikian † (31 janvier 1928 - 1er août 1933 décédé);
4. Mgr Krikor Hindié † (10 août 1933 - 10 mai 1952 a démissionné);
5. Mgr Ignace Pierre XVI Batanian † (6 décembre 1952 - 25 avril 1959); d'abord évêque de Mardin puis évêque titulaire de Gabula [5], puis vicaire du patriarcat de Cilicie;
6. Mgr Georges Layek † (26 août 1959 - 15 avril 1983 décédé);
7. Mgr Antreas Bedoghlian † (1983 - 1984 décédé); administrateur et en même temps vicaire du patriarcat de Beyrouth (pl) [3];
8. Mgr Joseph (Hovsep) Basmadjan † (4 juillet 1984 - 11 décembre 1988 décédé);
9. Mgr Boutros Marayati (pl) (depuis le 21 août 1989); en même temps qu' administrateur apostolique de l'éparchie de Kamichlié (pl);